# X-by-Wire
X-by-Wire wird im Ingenieurwesen verwendet und dient als „Namenserweiterung“.
Zur Verdeutlichung soll das Beispiel Fly-by-wire dienen. Hier soll der Zusatz -by-wire ausdrücken, dass im Flugzeug nicht mehr wie bisher der Steuerimpuls zwischen Steuerknüppel und Steuerruder mechanisch übertragen wird.
Mit X-by-Wire wird der Ersatz von mechanischen Verbindungen, Signalen und Systemen zur manuellen Steuerung durch die Leitung elektrischer, elektronischer, optoelektronischer oder optischer Steuersignale zwischen den verwendeten Bedienelementen und den ausführenden Aktoren bezeichnet.